# Kongstedlund
Kongstedlund ist ein altes dänisches Herrenhaus auf der Halbinsel Himmerland bei Aalborg, das  1592 im Stil der Renaissance erbaut wurde. Kongstedlund ist nicht öffentlich zugänglich, das Hauptgebäude ist jedoch von der Straße aus sichtbar.

## Bauliches

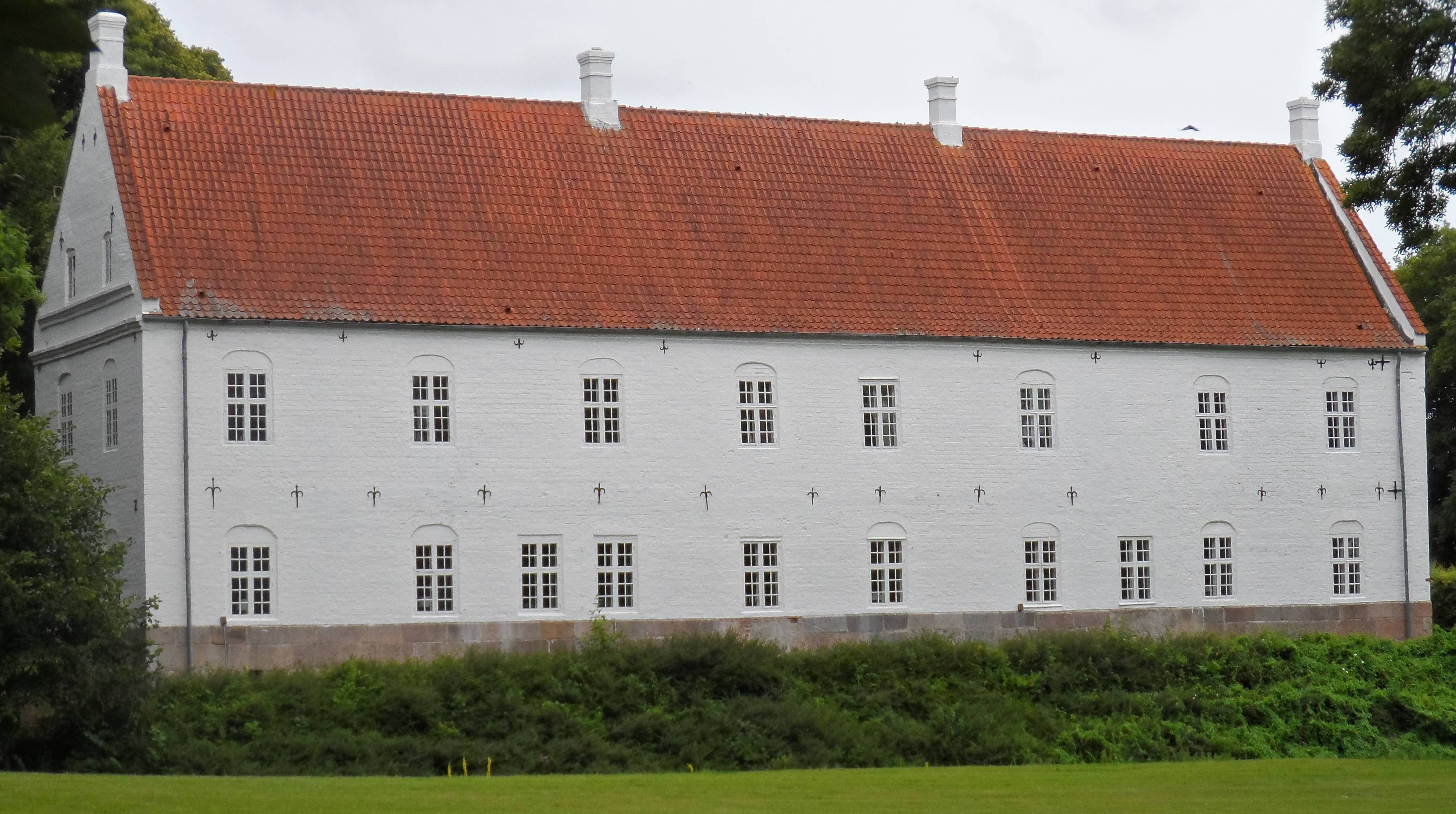
Herrenhaus Kongstedlund

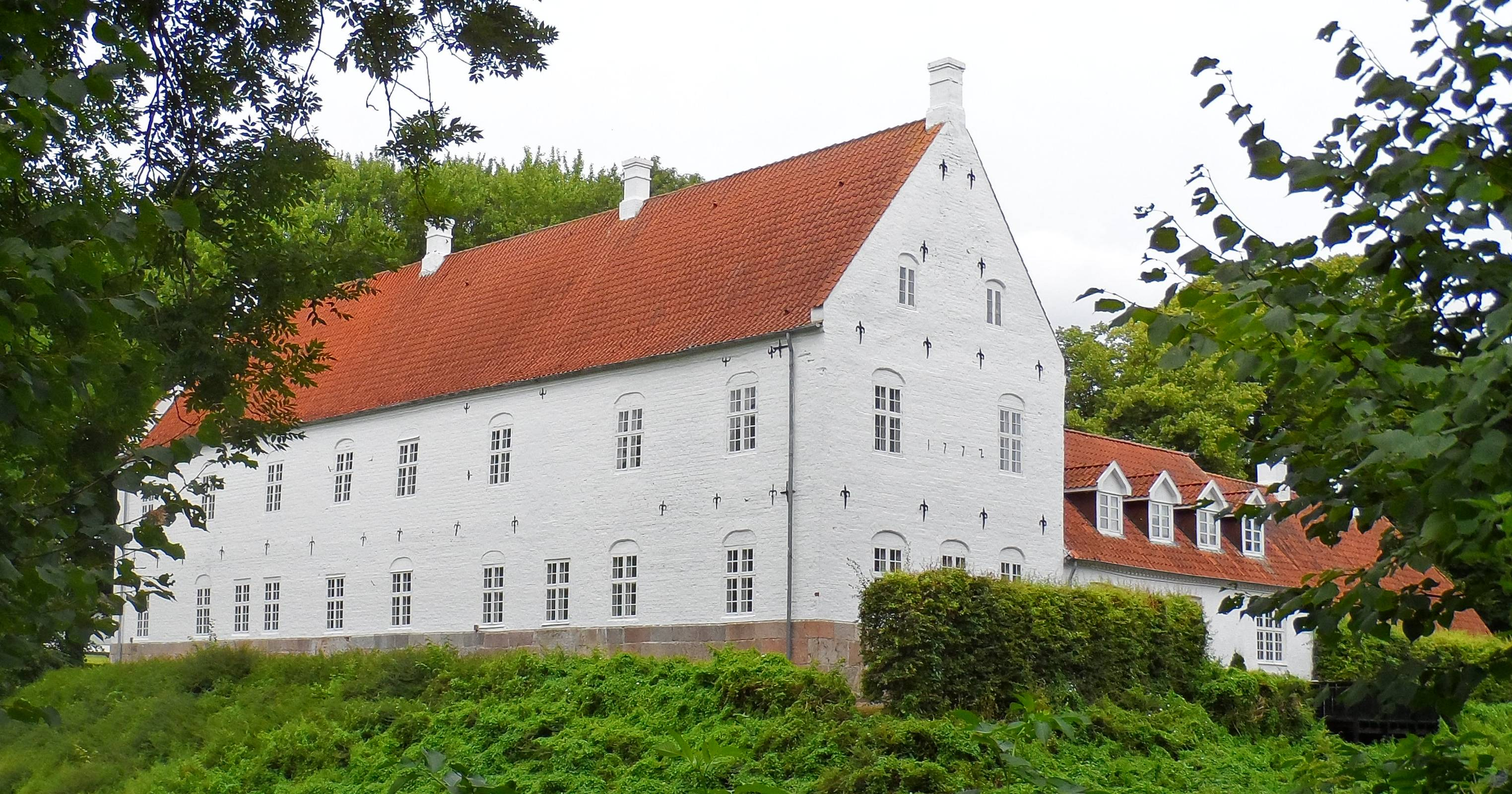
Kongstedlund, Hauptgebäude und Seitenflügel

Kongstedlund steht auf einem alten Burgwall und ist von Burggräben umgeben, die heute trockengelegt sind. Das Hauptgebäude wurde 1592 von dem dänischen Adligen Niels Juul errichtet. 1640 erhielt der Eingang des Hauptgebäudes ein barockes Sandsteinportal, das ein besonders kostbares architektonisches Detail von Kongstedlund darstellt. In den 1770er Jahren wurde ein niedriger Fachwerkflügel an das Herrenhaus angebaut. Kongstedlund steht auf einem alten gewölbten Keller, der noch von einem Vorgängergebäude stammt.
Die Fassaden von Kongstedlund sind weiß gekalkt, bestanden jedoch ursprünglich sicher aus unverputzten roten Ziegelsteinen. Die Etagen des Hauptgebäudes sind durch Maueranker markiert. Die rechteckigen Fenster liegen in Fensterhöhlen, die nach oben henkelförmig gebogen sind. Die Giebel folgen in gerader Linie dem roten Satteldach, waren früher jedoch höchstwahrscheinlich im Stil der Renaissance geschwungen.
Das barocke Sandsteinportal von 1640 wurde durch die Gutsbesitzer Ivar Krabbe und Dorte Juul hinzugefügt, deren Initialen es trägt. Die wichtigsten Elemente des Portals sind zwei schwer bewaffnete Krieger, die den Eingang flankieren, zwei Engel, die das Oberteil des Portals tragen, sowie im Oberteil zwei Frauenfiguren, die ein Familienwappen samt Lorbeerkranz flankieren.

## Königliche Bewohnerin
Von 1922 bis 1963 lebte Prinzessin Dagmar von Dänemark auf Kongstedlud, Tochter des dänischen Königs Friedrich VIII., die mit dem briefadeligen Gutsbesitzer Jørgen Castenschiold verheiratet war.